# Fundacja Gloria Victis
Fundacja „Gloria Victis” – fundacja na rzecz byłych sportowców założona przez Ryszarda Parulskiego. Parulski został również wybrany na pierwszego prezesa organizacji.
W latach 1987–2000 fundacja sprawowała honorowy patronat nad rozgrywkami o Superpuchar Polski w piłce nożnej. W zamian, dochód z niego miał zasilać jej fundusz. Stąd bierze się często spotykana – choć nieprawdziwa – nazwa rozgrywek: Superpuchar Gloria Victis.
Także dochody z meczów w ramach Pucharu Polski w piłce nożnej były przekazywane na rzecz Fundacji.